# 松井高志
松井 高志（まつい たかし、1960年11月5日 - ）は、日本のフリーライター、編集ヘルパー。

## 来歴
愛知県豊橋市出身。豊橋市立豊城中学校、愛知県立時習館高等学校、慶應義塾大学卒。1983年〜88年、婦人画報社 エムシーシスター編集部に在籍。
2005年、「人生に効く！　話芸のきまり文句」（平凡社新書280）を上梓。

## 連載
- 「味な脇役 話芸の“きまり文句”」（全42回・2007年6月-2010年3月「月刊ラジオデイズ」、以後「ラジオデイズ」ウェブ連載に移行、2010年11月終了）
- 「話芸のことば探訪」「続・話芸のことば探訪」（2011年8月-2013年9月「正」108回、同10月-2014年4月「続」28回）
- 「落単語小辞典」（「正」75回、「続」15回、2014年4月 - 2015年12月）(以上 「サライ.jp」）